# Pinnisbach
Der Pinnisbach fließt durch das kleine, gleichnamige Nebental des Stubaitales in Österreich und ist einer der größeren Zuflüsse der Ruetz. Er entspringt unterhalb des Habichts und fließt in nordöstlicher Richtung durch das Pinnistal. Bei der Ruetzbrücke im Ortsteil Neder der Gemeinde Neustift im Stubaital mündet er in die Ruetz. Der Bach hat mehrere Zuflüsse und eine Länge von knapp 10 km. Zu einem großen Teil wird er aus dem Pinnisferner am Nordosthang des Habichts gespeist.
Der Bach hat durchwegs Gewässergüteklasse I und ist als reißender Gebirgsbach eingestuft.
Im Pinnistal liegen die vier (ehemaligen) Almen Herzebenalm, Issenangeralm (1366 m ü. A.), Pinnisalm (1560 m ü. A.) und Karalm (1747 m ü. A.); überall gibt es gastronomische Angebote und z. T. auch eine einfache Übernachtungsmöglichkeit. Bis zur Karalm kann man sich mit dem (Linien-)Taxi fahren lassen.

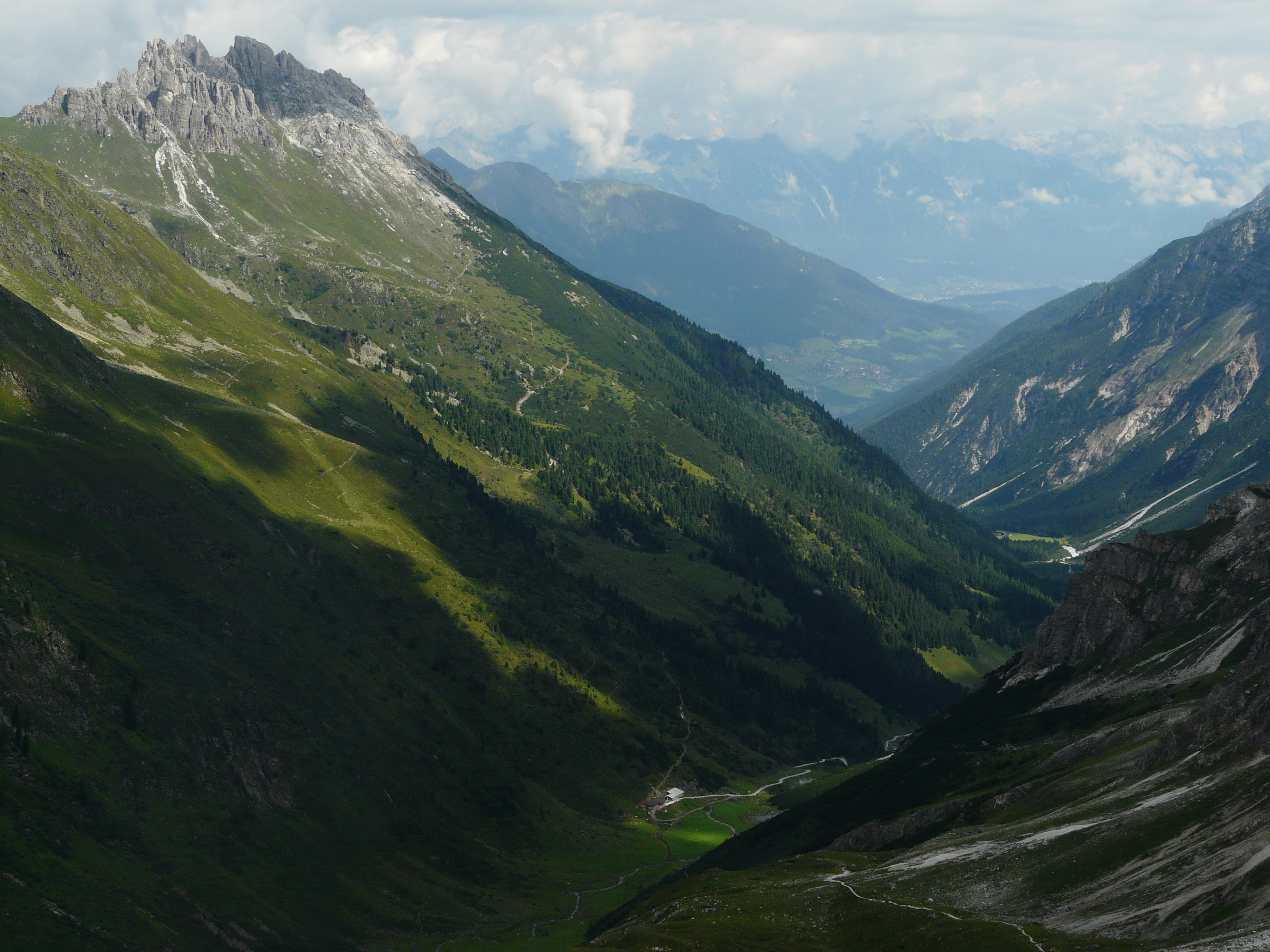
Blick vom Pinnisjoch ins Pinnistal
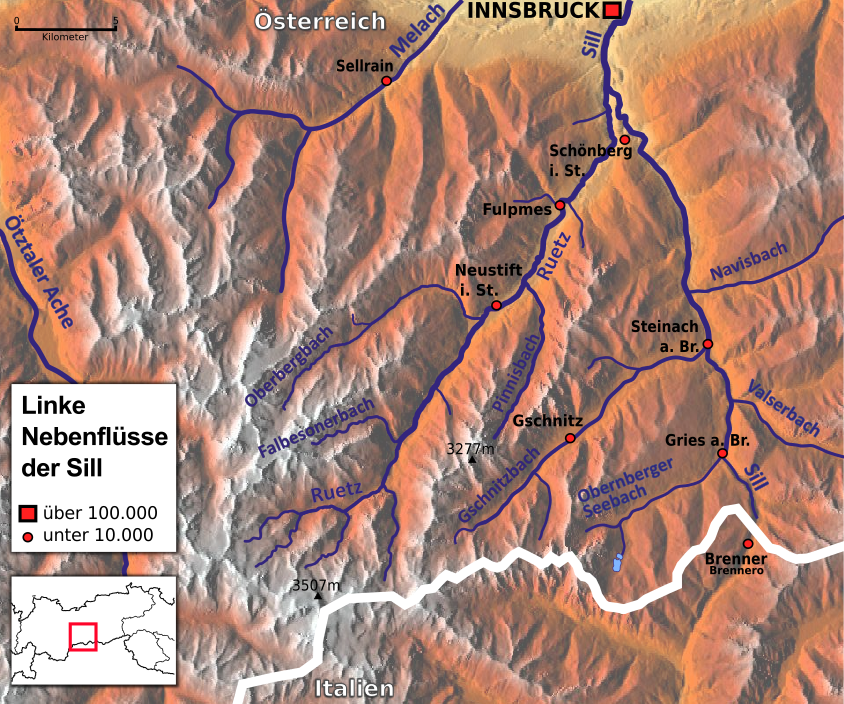
Flussverlauf des Pinnisbachs und der Ruetz